# Сондерс, Говард
Говард Сондерс (англ. Howard Saunders, 1835—1907) — британский орнитолог.

## Биография
Говард Сондерс учился в Летерхеде и Роттингдине. Затем он стал служащим банка «Anthony Gibbs and Sons». Внешние связи его работодателя позволили ему отправиться в путешествие в 1855 году в Южную Америку. Он посетил Чили и Бразилию и заинтересовался орнитологией. С 1862 по 1868 годы он изучал авифауну в Испании и опубликовал свои наблюдения в специализированном журнале «Ibis». В 1883 и 1884 году он объехал Пиренеи. В 1891 году он опубликовал статью о птичьем мире Швейцарии, а в 1893 году — «The Distribution of Birds in France».
Основным вопросом исследования Сондерса были чайковые и крачковые, о которых он писал в «Catalogue of the Birds in the British Museum», в «Proceedings of Zoological Society of London», в «Journal of the Linnean Society» и в журнале «Ibis», в том числе первое научное описание южнополярного поморника (Catharacta maccormicki). Также Сондерс сделал себе имя как издатель. Он опубликовал в 1884 и 1885 годах третье и четвёртое издание «British Birds», а в 1889 году — «An Illustrated Manual of British Birds» Уильяма Ярелла.
С 1901 года и до своей смерти в 1907 году он был секретарём Британского союза орнитологов. Он был также активным членом Зоологического общества Лондона, Лондонского Линнеевского общества и Королевского географического общества.
В честь Сондерса названы китайская чайка (Chroicocephalus saundersi) и мекранская крачка (Sternula saundersi).